# Intelsat 9
Intelsat 9, vormals PanAmSat 9 oder PAS 9, war ein Fernsehsatellit des Satellitenbetreibers Intelsat.

## Missionsverlauf
Am 12. Oktober 1998 bestellte der US-amerikanische Satellitenbetreiber PanAmSat PAS 9 bei Hughes Aircraft, welche diesen auf Basis des HS-601-Satellitenbusses bauten.
PAS 9 wurde am 28. Juli 2000 an Bord einer Zenit-3-Trägerrakete von der Odyssey-Seeplattform ins All befördert. Er ersetzte PAS 5 auf seiner Position bei 58° West.
Er wurde am 1. Februar 2007 in Intelsat 9 umbenannt, da er von Intelsat übernommen wurde.
Am 5. August 2012 fiel der Satellit für mehrere Stunden komplett aus, konnte aber wieder in Betrieb genommen werden. Später wurde er durch den kurz darauf gestarteten Intelsat 21 ersetzt.

## Empfang
Der Satellit kann in Nord- und Südamerika, der Karibik und Westeuropa empfangen werden. Die Übertragung erfolgt im C- und Ku-Band.